# Azygophleps aburae
Azygophleps aburae is een vlinder uit de familie houtboorders (Cossidae). De wetenschappelijke naam van deze soort werd, als Azeuzera aburae, voor het eerst geldig gepubliceerd in 1880 door Plötz.
De soort komt voor in het Afrotropisch gebied.